# Tacuarembó megye
Tacuarembó  egy megye Uruguayban. A fővárosa Tacuarembó .

## Földrajz
Az ország középső részén található. Megyeszékhely: Tacuarembó 